# Adsorbimento su idrossido di ferro
L'adsorbimento su idrossido di ferro è una tecnica di depurazione delle acque contaminate e consiste nel far attraversare al liquido in ingresso una massa di idrossido di ferro granulato.

## Caratteristiche
L'idrossido di ferro Fe(OH)3 granulato viene prodotto da materie prime sintetiche di estrema purezza e viene impiegato negli impianti di adsorbimento con letto fisso soprattutto per eliminare arsenico e fosfati.
Il materiale filtrante mantiene anche per lunghi periodi di esercizio una buona porosità e una buona capacità a trattenere l'arsenico.
Il produttore di impianti indica solitamente la possibile capacità di adsorbimento e le dimensioni dell'impianto adsorbente a seconda dell'impiego previsto oppure attraverso esperimenti con acqua grezza.
Il sistema non necessita di rigenerazione, ma solo di periodici controlavaggi.
A differenza di altri prodotti adsorbenti, con l'idrossido granulare, dopo il
controlavaggio, il volume del letto resta praticamente costante, rimanendo inalterata la superficie adsorbente a disposizione.
Inoltre esso è in forma secca, e quindi facilmente trasportabile e immagazzinabile.

## Applicazioni
Il campo di maggior impiego è nell'eliminazione di arsenico (As (III), As (V)) e di fosfato dalle acque reflue.
L'arsenico è un elemento tossico presente in natura. Lo si trova principalmente in acque sotterranee e meno frequentemente in acque superficiali. In particolare si riscontra in aree ad elevata attività geotermica, presente o passata, e in
terreni montagnosi.
In minor parte, la sua presenza può essere imputata ad inquinamento da precedenti attività minerarie o processi chimici, come ad esempio le industrie metalliche e della lavorazione del vetro.
L'arsenico in acqua di falda è presente in forma inorganica, e risulta dalla dissoluzione di arsenolite (As2O3), anidride arsenica (As2O5), realgar (AsS).
Difficilmente un'azienda o una centrale è in grado di rilevare l'inquinamento da arsenico prodotto, soprattutto a causa delle difficoltà nell'avere analisi di laboratorio specifiche.
Di conseguenza è spesso l'acquedotto che deve accollarsi l'onere dell'abbattimento dell'arsenico disciolto nelle acque (limite attuale di legge 10 µg/L per acque potabili ai sensi D.Lgs.31/2001).